# Stefan Czerniakiewicz
Stefan Wiesław Czerniakiewicz (ur. 2 września 1936 w Chełmie, zm. 2 grudnia 2015 tamże) – polski frezer, poseł na Sejm PRL IV kadencji.

## Życiorys
Syn Władysława i Stefanii. Uzyskał wykształcenie średnie niepełne, z zawodu frezer. Pracował w Lubelskich Zakładach Przemysłu Cementowego w Chełmie. W 1965 uzyskał mandat posła na Sejm PRL w okręgu Chełm z ramienia Polskiej Zjednoczonej Partii Robotniczej, w parlamencie zasiadał w Komisji Budownictwa i Gospodarki Komunalnej.
Odznaczony Brązowym Krzyżem Zasługi.